# Brackley St James
Brackley St James var en civil parish fram till 1884 när blev den en del av Brackley St Peter, i grevskapet Northamptonshire, i England. Civil parish hade 628 invånare år 1881.